# سیاه‌کاج بزرگان
سیاه‌کاج بزرگان (نام علمی: Larix mastersiana) نام یک گونه از سرده سیاه‌کاج است.